# بادم‌لی (شهود)
بادم‌لی (به ترکی استانبولی: Bademli) یک منطقهٔ مسکونی در ترکیه است که در شهود (شهر) واقع شده‌است.